# Balbina de Roma
Santa Balbina foi uma mártir romana nascida no pontificado do Papa Alexandre I, morta no ano 132. Era filha do também martirizado São Quirino. É venerada como santa, sendo festejada no dia 31 de março.

## A Lenda da Vida de Santa Balbina
Esta jovem foi incluída oficialmente no calendário dos santos a partir do século IX, por causa de seu suposto "martírio e de sua fé corajosa".
Sua alegada vida nos foi trazida através de lendas, principalmente pelo teatro medieval. Está nas obras de Alejandro, que viveu no século XVI e na obra ss. Balbinae et Hermetis, uma espécie de apêndice do primeiro.
Segundo as duas histórias mitológicas, Balbina era "filha de Quirino (militar e tribuno). Converteu-se à fé cristã e foi batizada pelo papa Alexandre (o santo), jurando voto de virgindade". 
Por causa de sua "riqueza e nobreza espirituais", muitos jovens a pediram em matrimônio, mas ela "manteve seu voto incorruptível e livre de qualquer mácula".
Estando gravemente enferma, o pai a levou ao papa, que estava encarcerado, e ela "se curou".
Em 132, mais provavelmente no dia 31 de março, foi "arrastada com o pai por ordem do imperador Adriano e, com barbaridade, cortaram-lhe a cabeça. Devido a sua bravura diante da morte e por ter morrido em nome da fé, foi elevada, pelos hagiógrafos, à categoria de mártir e santa, sendo-lhe dedicada uma Basílica Menor em Roma (Basílica de Santa Balbina)".
Está, segundo a lenda, sepultada, ao lado de seu pai, num antigo cemitério entre as vias Ápia e Ardeatina, o qual recebe seu nome.